# 吐露港日月
《吐露港日月》是香港文學學者、詩人黃國彬於1983年出版的詩集，發行商為學津書店。內容圍繞他1980年代在靠近吐露港的香港中文大學擔任英文系教授的往事。其中一篇詩作《聽陳蕾士的琴箏》，與徐志摩《再別康橋》、聞一多《也許》以《新詩三首》為題，獲香港考試局選為1993年至2006年期間香港中學會考中國語文科範文。

## 聽陳蕾士的琴箏
《聽陳蕾士的琴箏》寫於1982年9月2日，當年黃國彬與思果在馬料水香港中文大學崇基學院許讓成樓的中國音樂資料室（後來擴大規模成「中國音樂資料館」）欣賞古箏演奏家陳蕾士的表演。
黃國彬在詩中運用大量意境比喻對陳蕾士的演奏作出描述，例如「如脫兔如驚鷗」、「金色的太陽擊落紫色的水晶」等等。
黃國彬及後在1983年8月12日為該詩補上後記，謂他當日猶如化身文人雅士，置身古代中國，雖然他在1983年離開中大，前往香港大學教書，可是對陳蕾士先生的琴聲念念不忘。
《聽陳蕾士的琴箏》內容深奧，不少學生都認為該詩是會考範文裡面最艱深的一篇。對此，黃國彬亦大表認同，緣於《聽》詩意象崢嶸，五色絢爛，學生要理解此詩內容，非要投入大量幻想融入意象不可。
《聽》的艱深，被指使學生對新詩產生抗拒感。曾有傳聞指此詩被選為範文，是由學者黃維樑推薦，但黃維樑否認，並澄清自己推薦的是黃國彬的《沙田之春》及鄭愁予的《雨說》，他認為《聽》的推薦者可能受到自己在《香港文學初探》一書中對此詩的評論所影響，而他曾經婉轉批評此詩不適合學生閱讀。2006年考評局宣佈翌年中國語文科實行改革，剔除範文，當時作者黃國彬接受訪問，堅持此詩適合中四生閱讀。

### 二次創作
2008年香港電影《內衣少女》中，藝人王祖藍飾演的角色有一段描述性愛的對白，是從此詩部分詩句改編而成。
2020年，一本以港式粵語改寫過往中學中國語文科範文的書籍出版，書名《香港語文──聽陳蕾士嘅秘密》正是演變自此詩名稱，可見此詩的代表性。